# Vasikkasaari (ö i Finland, Mellersta Finland, Jämsä, lat 61,87, long 24,94)
Vasikkasaari är en ö i Finland. Den ligger i sjön Nytkymenjärvi och i kommunen Jämsä i landskapet Mellersta Finland, i den södra delen av landet, 190 km norr om huvudstaden Helsingfors. Öns area är 4,2 hektar och dess största längd är 290 meter i sydöst-nordvästlig riktning.